# Megachile phaseoli
Megachile phaseoli är en biart som beskrevs av Jesus Santiago Moure 1977. Megachile phaseoli ingår i släktet tapetserarbin, och familjen buksamlarbin. Inga underarter finns listade i Catalogue of Life.